# 泰尔托运河
52°26′47″N 13°28′14″E / 52.44639°N 13.47056°E
泰尔托运河（德語：Teltowkanal）是一条位于德国柏林州和勃兰登堡州的运河，长度为38.39千米，修建于20世纪初。

## 位置境域
泰尔托运河大部分位于柏林南部，其余部分位于勃兰登堡州波茨坦，在航运上可以部分替代施普雷河。内河航运水道条例中定义的运河水流方向为从东向西，而运河的长度是从西向东计算的，运河起点即“零千米”位于格利尼克湖东端的小格利尼克镇，终点位于达默河畔的克珀尼克和格吕瑙，按照该方法计算的全长为37.84千米。